# Sol-Ileck
Sol-Ileck (ros. Соль-Илецк) – miasto w południowej Rosji, w pobliżu granicy Europy z Azją, na terenie obwodu orenburskiego.
Sol-Ileck jest położony w pobliżu granicy z Kazachstanem, nad rzeką Ilek (dopływem Uralu), na terenie rejonu sol-ileckiego i stanowi jego ośrodek administracyjny. Liczył w (2021) 26149 mieszkańców. Nieoficjalnie zamieszkuje go 35000, a w sezonie urlopowym, którego szczyt przypada na przełomie lipca i sierpnia, w mieście przebywa 350 tysięcy ludzi.
Miasto zostało założone w 1754, a prawa miejskie posiada od 1865.

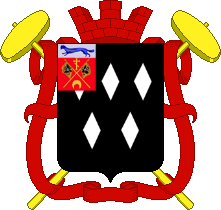
Herb (1865)

W mieście znajduje się jedno z najcięższych więzień w Rosji - zakład JUK-25/6 zwany popularnie Czarnym delfinem, w którym osadzeni zostają przestępcy skazani na kary dożywotniego więzienia (karę śmierci zniesiono w Rosji w 1996 roku). 